# 殺與捕
《殺與捕》（英語：The Edge）是一部在1997年上映的美國冒险片，由安東尼·霍普金斯和亞歷·鮑德溫主演，導演為執導過《全面追緝令》、《誰與爭鋒》等片的李·塔瑪何瑞。
美国著名受过训练、多次在影片中演出的大棕熊—Bart the Bear在片中饰演主角的敌人。主要在加拿大埃德蒙顿取景拍摄。

## 剧情
一名億萬富翁查爾斯陪著任職模特兒的妻子一同前往阿拉斯加取景拍照，在旅途中，他發現自己的妻子與攝影師巴布的感情超乎尋常，兩人長期合作的深厚友誼也開始變質。而事實上，巴布正暗中計劃要除掉查爾斯，以謀奪他的財富與美麗的妻子。有一天，巴布邀請查爾斯一同探險並尋找攝影題材，在飛機上，兩人各懷心事。就在兩人衝突一觸即發的時候，飛機發生意外，被迫在阿拉斯加的深山降落，這次意外讓處於對立面的兩人不得不相互合作，以抵擋在深山可能面臨到的各種危險，他们面临的最大敌人是一头大棕熊。

## 角色
- Anthony Hopkins - Charles Morse
- Alec Baldwin - Robert "Bob" Green
- 哈羅·佩里紐 - Stephen
- Elle Macpherson - Mickey Morse
- L.Q. Jones - Styles
- Kathleen Wilhoite - Ginny
- David Lindstedt - James
- Mark Kiely - Mechanic
- Eli Gabay - Jet Pilot
- Larry Musser - Amphibian Pilot
- Gordon Tootoosis - Jack Hawk
- Kelsa Kinsly - Reporter
- Bart the Bear - the Kodiak Bear